# Mycale crassissima
Mycale crassissima är en svampdjursart som först beskrevs av Arthur Dendy 1905.  Mycale crassissima ingår i släktet Mycale och familjen Mycalidae. Inga underarter finns listade i Catalogue of Life.